# توماش مالینسکی
توماش مالینسکی (چکی: Tomáš Malínský؛ زادهٔ ۲۵ اوت ۱۹۹۱) بازیکن فوتبال اهل جمهوری چک است.
از باشگاه‌هایی که در آن بازی کرده‌است می‌توان به باشگاه فوتبال هرادتس کرالووه اشاره کرد.
وی همچنین در تیم ملی فوتبال جمهوری چک بازی کرده‌است.